# Willie Klutse
 (février 2014).
Si vous disposez d'ouvrages ou d'articles de référence ou si vous connaissez des sites web de qualité traitant du thème abordé ici, merci de compléter l'article en donnant les références utiles à sa vérifiabilité et en les liant à la section « Notes et références ».
Pour les articles homonymes, voir Klutse.
Willie Klutse est un footballeur ghanéen des années 1970 et 1980. 

## Biographie
International ghanéen, il participe à la CAN 1978, remportant ce tournoi, inscrivant un but contre le Nigeria. Il joue ensuite la CAN 1980, inscrivant un but contre la Guinée. Cette fois-ci le Ghana est éliminé au premier tour.

## Palmarès
- Vainqueur de la Coupe d'Afrique des nations 1978 avec l'équipe du Ghana